# Schashagen
Schashagen település Németországban, Schleswig-Holstein tartományban. Lakosainak száma 2002 fő (2023. december 31.). Schashagen Neustadt in Holstein és Altenkrempe községekkel határos.

## Népesség
A település népességének változása:
| Lakosok száma | 2070 | 2137 | 2105 | 2038 | 2041 | 2002 |
|               | 1975 | 2017 | 2019 | 2021 | 2022 | 2023 |